# Campylopus brassii
Campylopus brassii är en bladmossart som beskrevs av Edwin Bunting Bartram 1952. Campylopus brassii ingår i släktet nervmossor, och familjen Dicranaceae. Inga underarter finns listade i Catalogue of Life.